# Questa è la mia casa
Questa è la mia casa è una canzone di Jovanotti, lanciata da quest'ultimo come singolo nell'estate del 1997 e contenuta, come quarta traccia, nell'album Lorenzo 1997 - L'albero.
Nel video della canzone Jovanotti compare su una zattera in mare aperto, a simboleggiare che la sua casa è dappertutto e può essere quindi anche su una zattera o su una spiaggia, luogo dove finisce il video.
Nel testo Jovanotti mette se stesso di fronte a delle divinità (il Signore, Buddha...) cercando aiuto per trovare la sua metà.
Il pezzo è stato poi inserito nel 2000 all'interno della raccolta Lorenzo live - Autobiografia di una festa e collocata come quarta traccia del disco 1.

## Classifiche
| Classifica (1997) | Posizione massima |
| ----------------- | ----------------- |
| Italia            | 5                 |